# Тодор Шоптраянов
Тодор Димев Шоптраянов (на македонска литературна норма: Тодор Шоптрајанов) е югославски комунист и историк от Социалистическа република Македония.

## Биография
Роден е през 1901 година в град Велес, тогава в Османската империя. Брат е на Георги Шоптраянов и баща на Боян Шоптраянов. Става студент в Скопие и деец на Югославската комунистическа партия. Съден е от властите. В 1925 година е покрайнски секретар на Съюза на комунистическата младеж на Югославия.
При създаването на ВМРО (обединена) в същата година Шоптраянов оказва съпротива на влизането на комунисти в организацията. В началото на годината пристига от Скопие във Велес и на специално заседание с Инициативния комитет излага официалното становище на Покрайнския комитет на ЮКП за Македония - да оказва помощ на една националреволюционна организация, но не и сама да я създава, тъй като партията може да се претопи и да загуби ръководната си роля над работническата класа. Шоптраянов заплашва непокорните комунисти с изключване от партията. Дори след специалното писмо на Балканската комунистическа федерация, с което на комунистите в Югославия, Гърция и България се препоръчва да подпомагат ВМРО (обединена) и да се ангажират със създаването ѝ, да членуват в нея и да я ръководят, Шоптраянов си остава на старото становище.
В началото на 1942 година участва в основаването на Велешкото просветно благотворително братство в Скопие, създадено на 25 януари. Целта на Братството е да се оказва взаимна материална подкрепа на велешани, живеещи в Скопие, и организирана подкрепа на българските власти при необходимост.
След създаването на комунистическа Югославия се занимава с просветна дейност. Участва в създаването на училищни програми по история. Автор е на много учебници и помагала по история за средните училища, както и на исторически научни трудове, посветени предимно на историята на работническото движение. В 1960 година в Скопие издава книгата „Сто години гимназијално образование во Велес“, в която по признание в писмен отговор до критикуващия историческите му фалшификации Коста Църнушанов замества етнонима „българи“ в историческите извори с „македонци“ или го избягва.
Умира в 1977 година.